# Аморейра (Гуарда)
Аморейра (порт. Amoreira) — район (фрегезия) в Португалии, входит в округ Гуарда. Является составной частью муниципалитета Алмейда. По старому административному делению входил в провинцию Бейра-Алта. Входит в экономико-статистический субрегион Бейра-Интериор-Норте, который входит в Центральный регион. Население составляет 185 человек на 2001 год. Занимает площадь 13,30 км².